# Dawes County
Dawes County är ett administrativt område i delstaten Nebraska, USA. År 2010 hade countyt 9 182 invånare. Den administrativa huvudorten (county seat) är Chadron. 

## Geografi
Enligt United States Census Bureau har countyt en total area på 3 628 km². 3 616 km² av den arean är land och 12 km² är vatten. 

### Angränsande countyn
- Oglala Lakota County, South Dakota - nordost
- Sheridan County - öst
- Box Butte County - syd
- Sioux County - väst
- Fall River County, South Dakota - nordväst